# Admit
Admit, (ebraică: אדמית), este un kibuț în nordul Israelului, în apropierea graniței cu Libanul, la o altitudine de 450 metri.
Fondat în anul 1958. 